# Yosuke Nozaki
Yosuke Nozaki (野崎 陽介 Nozaki Yōsuke?, nacido el 16 de febrero de 1985 en Tsu) es un futbolista japonés que se desempeña como centrocampista.

## Trayectoria

### Clubes
| Club        | País  | Año         |
| ----------- | ----- | ----------- |
| Sagan Tosu  | Japón | 2007 - 2010 |
| Yokohama FC | Japón | 2010 - 2017 |

## Estadística de carrera

### J. League
| Club        | Año   | J. League | J. League | Copa J. League | Copa J. League | Total | Total |
| Club        | Año   | Part.     | Goles     | Part.          | Goles          | Part. | Goles |
| ----------- | ----- | --------- | --------- | -------------- | -------------- | ----- | ----- |
| Sagan Tosu  | 2007  | 22        | 2         | -              | -              | 22    | 2     |
| Sagan Tosu  | 2008  | 25        | 0         | -              | -              | 25    | 0     |
| Sagan Tosu  | 2009  | 25        | 1         | -              | -              | 25    | 1     |
| Sagan Tosu  | 2010  | 6         | 0         | -              | -              | 6     | 0     |
| Yokohama FC | 2010  | 14        | 0         | -              | -              | 14    | 0     |
| Yokohama FC | 2011  | 35        | 6         | -              | -              | 35    | 6     |
| Yokohama FC | 2012  | 36        | 4         | -              | -              | 36    | 4     |
| Yokohama FC | 2013  | 35        | 6         | -              | -              | 35    | 6     |
| Yokohama FC | 2014  | 32        | 4         | -              | -              | 32    | 4     |
| Yokohama FC | 2015  | 9         | 0         | -              | -              | 9     | 0     |
| Yokohama FC | 2016  | 23        | 1         | -              | -              | 23    | 1     |
| Yokohama FC | 2017  | 15        | 2         | -              | -              | 15    | 2     |
| Total       | Total | 277       | 26        | 0              | 0              | 277   | 26    |